# Chambre régionale de commerce et d'industrie Haute-Normandie
La chambre régionale de commerce et d'industrie de Haute-Normandie regroupait les chambres de commerce et d'industrie de la région Haute-Normandie. Elle avait son siège à Rouen au 9, rue Robert-Schuman. Elle a été dissoute le 1er janvier 2016 par le décret 2015-1629 du 10 décembre 2015 portant création de la chambre de commerce et d'industrie de région Normandie.

## Mission
À ce titre, elle est un organisme chargé de représenter les intérêts des 37 894 entreprises commerciales, industrielles et de service de Haute-Normandie et de leur apporter certains services. Elle mutualise et coordonne les efforts des 7 CCI de Haute-Normandie.
Comme toutes les CRCI, elle est placée sous la tutelle du préfet de région représentant le ministère chargé de l'industrie et le ministère chargé des PME, du Commerce et de l'Artisanat.

### Service aux entreprises
- Création, transmission, reprise des entreprises ;
- Innovation ARIST (Agences Régionales d’Information Stratégique et technologique) ;
- Formation et emploi ;
- Services aux entreprises ;
- Observatoire économique régional ;
- Études et développement ;
- Aménagement et développement du territoire ;
- Environnement et développement durable ;
- Tourisme ;
- Appui aux entreprises du commerce ;
- Performance industrielle ;
- Appui à l’international ;
- Emploi et développement des compétences ;
- Intelligence économique ;
- Appui aux mutations ;
- Services à la personne.

## CCI en faisant partie
- chambre de commerce et d'industrie de Dieppe
- chambre de commerce et d'industrie d'Elbeuf
- chambre de commerce et d'industrie de l'Eure
- chambre de commerce et d'industrie de Fécamp - Bolbec
- chambre de commerce et d'industrie du Havre
- chambre de commerce et d'industrie du Littoral normand-picard
- chambre de commerce et d'industrie de Rouen

## Historique
Elle fusionne avec la chambre régionale de commerce et d'industrie Basse-Normandie pour donner naissance à la chambre de commerce et d'industrie de région Normandie.

## Pour approfondir